# Ancinus gaucho
Ancinus gaucho är en kräftdjursart som beskrevs av Pires 1987. Ancinus gaucho ingår i släktet Ancinus och familjen Ancinidae. Inga underarter finns listade i Catalogue of Life.